# جيم والدن
جيم والدن (بالإنجليزية: Jim Walden)‏ هو لاعب كرة قدم أمريكية ولاعب كرة القدم الكندية أمريكي، ولد في 10 أبريل 1938 في أبردين في الولايات المتحدة.